# Stjepan Bobek
Stjepan Bobek (Zagreb, 3 de desembre de 1923 - Belgrad, 22 d'agost de 2010) fou un futbolista i entrenador de futbol croat.
Jugà pel Građanski Zagreb i el 1945 fitxà pel FK Partizan, on fou una gran estrella, marcant 403 gols en 468 partits, rècord al club. Bobek guanyà dues lligues i quatres copes. L'any 1995 fou escollit el més gran jugador del club de tots els temps. Fou el màxim golejador de la lliga iugoslava dos cops els anys 1945 i 1954.
És el màxim golejador de tots els temps amb la selecció de Iugoslàvia amb 38 gols en 63 partits. Disputà dues Copes del Món els anys 1950 i 1954. També jugà dos Jocs Olímpics on guanyà dues medalles d'argent els anys 1948 i 1952.
El 8 de juny de 1947 va marcar la xifra rècord de 9 gols en un partit contra el 14 Octobar a Niš.
Un cop es retirà fou entrenador. El 1959 es convertí en entrenador del CWKS Warszawa de Polònia, fitxant pel FK Partizan la temporada següent. Guanyà tres lligues consecutives amb l'equip, deixant el club el 1963. El 1964 tornà a Varsòvia i posteriorment marxà a Grècia on dirigí el Panathinaikos FC dels 60. Els seus següents equips van ser el Partizan (1967), Olympiakos FC (1970), Dinamo de Zagreb (1972) i Vardar Skopje.